# Atemptat de Jakarta de 2009
|  | Aquest article tracta sobre l'atemptat de 2009. Si cerqueu l'atemptat de 2003, vegeu «atemptat a l'Hotel Marriott de 2003». |

L'atemptat de Jakarta de 2009 consistí en una sèrie de tres explosions amb motxilles bomba, perpetrats el matí del 17 de juliol de 2009 contra els hotels de luxe de la cadena Marriott i Ritz-Carlton de Jakarta (Indonèsia), provocant nou morts, inclosos els dos activistes indonesis que portaven les motxilles, i cinquanta-sis ferits. Tres de les víctimes eren d'Austràlia, dues dels Països Baixos, una de Nova Zelanda i tres d'Indonèsia.
Els hotels, situats al centre financer de la ciutat, van quedar seriosament danyats. La policia indonèsia va identificar quatre motxilles bomba, tres van detonar en l'atemptat i una quarta fou trobada i desactivada per les forces policíaques i traslladada per a la seva investigació.